# كيتي فيرغسون
كيتي فيرغسون (بالإنجليزية: Kitty Ferguson)‏ هي كاتِبة أمريكية، ولدت في 16 ديسمبر 1941.

## وصلات خارجية
- الموقع الرسمي